# La Nuée
Pour les articles homonymes, voir Nuée et Les Nuées.
Pour plus de détails, voir Fiche technique et Distribution.
La Nuée est un film français réalisé par Just Philippot, sorti en 2020. Il s'agit de son premier long métrage.
Il est sélectionné à la Semaine de la critique du festival de Cannes 2020, annulé en raison de la pandémie de Covid-19.

## Synopsis
Pour sauver son exploitation d'entomoculture (élevage de criquets comestibles), Virginie — mère de famille élevant seule ses enfants — découvre qu'il lui faut livrer une part d'elle-même qui finira par la ronger, elle et sa famille.

## Fiche technique
Sauf indication contraire, les informations mentionnées dans cette section peuvent être confirmées par la base de données cinématographiques Unifrance,  présente dans la section « Liens externes ».
- Titre original : La Nuée
- Réalisation : Just Philippot
- Scénario : Jérôme Genevray et Franck Victor
- Musique : Vincent Cahay
- Décors : Margaux Memain
- Costumes : Charlotte Richard
- Photographie : Romain Carcanade
- Son : Maxime Berland
- Montage : Pierre Deschamps
- Production : Manuel Chiche et Thierry Lounas
- Sociétés de production : Capricci Films et The Jokers ; Arte France Cinéma et Auvergne-Rhône-Alpes Cinéma (coproductions)
- Sociétés de distribution : Capricci/The Jokers Films (France)
- Budget : 3 millions d'euros environ[2]
- Pays d'origine :  France
- Langue originale : français
- Format : couleur
- Genre : drame, fantastique, thriller
- Durée : 101 minutes
- Dates de sortie :
  - France : 29 août 2020 (Festival du film francophone d'Angoulême)[3] ; 16 juin 2021 (sortie nationale)
- Classification :
  - France : interdit aux moins de 12 ans[4]

## Distribution
- Suliane Brahim : Virginie
- Sofian Khammes : Karim
- Marie Narbonne : Laura
- Raphael Romand : Gaston
- Victor Bonnel : Kévin
- Vincent Deniard : Briand
- Christian Bouillette : Duvivier

## Production

### Genèse et développement
La Nuée est le premier long métrage de Just Philippot, en tant que réalisateur. Il a été très séduit notamment par l'aspect moderne du scénario de Jérôme Genevray et Franck Victor : « Ce qui m'a intéressé dans cette histoire, c’est qu’il s’agissait d’un film d'aujourd'hui, un film qui, à travers sa dimension fantastique, parlait de nous directement, du grand déséquilibre qui affecte le monde et l'agriculture en particulier. (…) Tout commence lorsque Virginie comprend qu’il faut donner quelque chose en plus à ses sauterelles. Ce n’est pas des pesticides, ce n’est pas de la nourriture, c'est une part d’elle-même. C’est en s'abandonnant complètement à sa production qu’elle fait exploser son rendement (...) On est plus sur un film de tension que sur un film de genre. Pour le définir plus précisément, je dirais que c'est un thriller agricole qui finit comme un film catastrophe ».

### Tournage
Le tournage se déroule durant 35 jours en 2019 à Caubeyres, en Lot-et-Garonne, pour les scènes concernant la ferme de Virginie ainsi que l'intérieur de son rez-de-chaussée, et en région Auvergne-Rhône-Alpes pour les scènes d'intérieur de l'étage de la maison de Virginie ainsi que les autres scènes d'extérieur (chai, forêt, lac et vigne). La scène de la plage est tournée à Hossegor en face de la Nord.

## Distinctions

### Récompenses
- Festival international du film de Catalogne 2020 (Sitges)[6] :
  - Prix spécial du jury
  - Meilleure actrice pour Suliane Brahim
- Festival international du film fantastique de Gérardmer 2021[7] :
  - Prix de la critique
  - Prix du public

### Nomination
- César 2022 : Meilleur premier film

### Sélection
- Festival de Cannes 2020 : sélection en Label Semaine de la critique

## Accueil

### Critique
Clarisse Fabre du Monde souligne : « Disons juste qu’à partir d’un drame paysan, les deux coscénaristes Jérôme Genevray et Franck Victor réussissent à tisser une histoire des plus singulières et effrayantes ».